# Manuel Carnicer

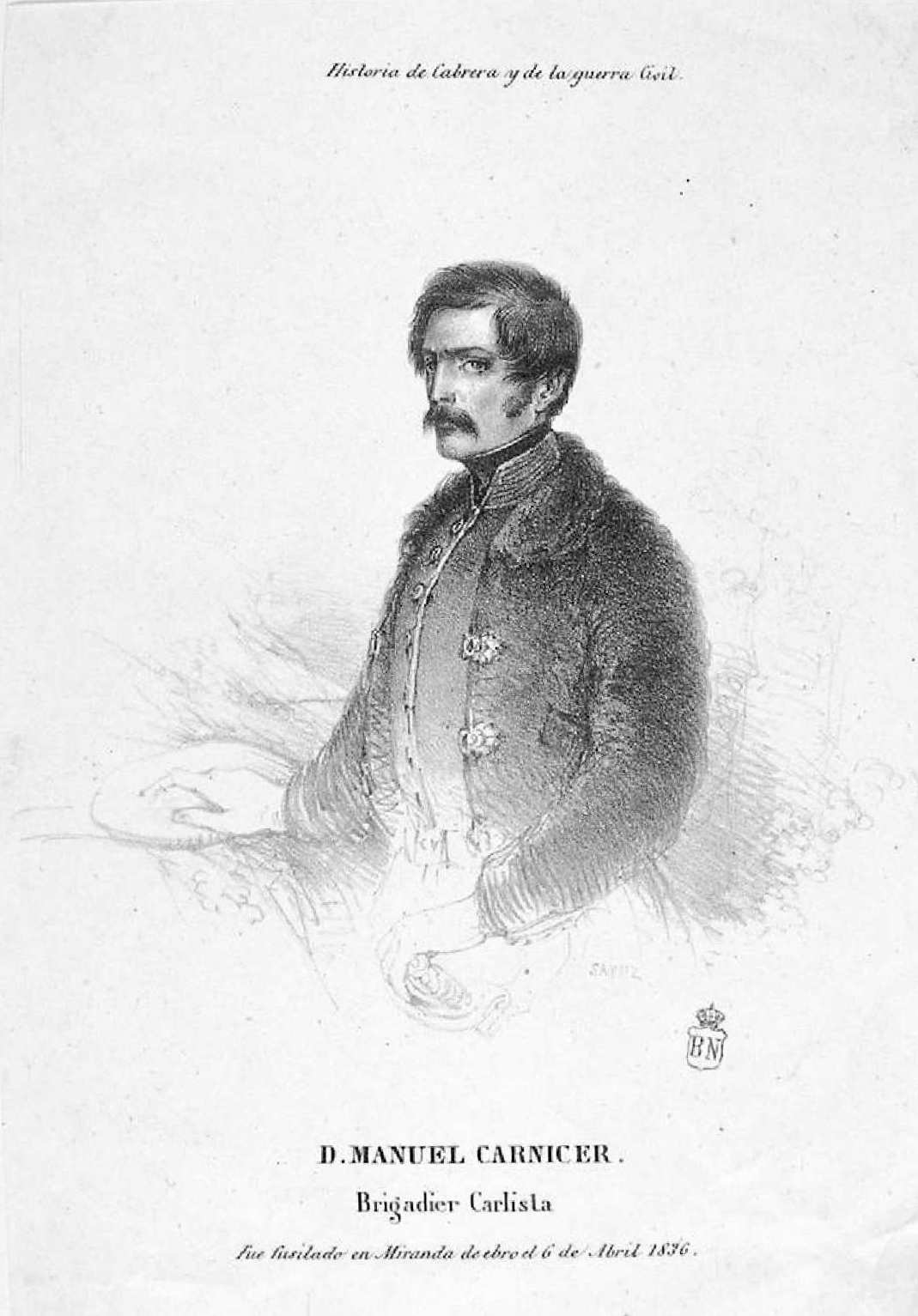
Retrato de Manuel Carnicer, litografía de Saynz: Historia de Cabrera y de la guerra Civil. Abajo: «D. MANUEL CARNICER. / Brigadier Carlista / Fue fusilado en Miranda de ebro [sic] el 6 de Abril 1836». Biblioteca Nacional de España.

Manuel Carnicer (Alcañiz, Teruel, 1790 - Miranda de Ebro, Burgos, 1835) fue un brigadier del ejército carlista, protagonista del alzamiento en Aragón contra la regencia de María Cristina de Borbón.

## Biografía
Ingresó muy joven en el Real Cuerpo de Guardias Valonas. Alcanzó el grado de capitán en 1822, habiendo participado anteriormente en la Guerra de Independencia de 1808. Posteriormente participó en las campañas realistas (1822-23) sirviendo en el 2.º Regimiento de Cazadores de la Guardia Real.
Por sus convicciones realistas fue apartado del ejército retirándose a Alcañiz donde estuvo hasta la muerte de Fernando VII. Fue entonces cuando tomó partido en favor de don Carlos María Isidro de Borbón. Cuando comenzó el levantamiento carlista, reunió a siete guerrilleros y proclamó a Carlos V, recorriendo con ellos los pueblos de Hervés, la Pobleta de Morella y Ortells (Castellón), llegando a las puertas de Morella con 22 hombres e intimando a la fortaleza a su rendición. A la muerte de Rafael Ram de Viu, el Barón de Hervés, Carnicer asumió la jefatura militar del ejército carlista en el Bajo Aragón y Maestrazgo, obstaculizando la carrera militar de Cabrera, con quien tuvo muchos enfrentamientos y discusiones por el mando indiscutible de Carnicer.
Dirigiéndose al cuartel real del pretendiente para recibir grado y órdenes, fue delatado, detenido por las fuerzas cristinas en Miranda de Ebro y fue fusilado allí el 6 de abril de 1835.